# Louis Feuillade
Louis Jean Feuillade (* 19. Februar 1873 in Lunel (Département Hérault); † 26. Februar 1925 in Nizza) war ein französischer Filmregisseur der Stummfilmzeit.

## Leben und Werk
Louis Feuillade arbeitete zunächst mit seinem Vater und seinem Bruder in der familieneigenen Weinhandlung. Nebenher war er literarisch ambitioniert. 1898 ging er nach Paris und übte diverse journalistische Tätigkeiten aus. Sein Kontakt zum Film wurde durch Alice Guy initiiert, die ihn 1905 beauftragte, Drehbücher für Gaumont zu schreiben. Nach ihrer Heirat mit dem späteren Regisseur und Produzenten Herbert Blaché im Jahr 1907 ging Alice Guy nach New York, und Louis Feuillade ersetzte sie als Künstlerischer Leiter bei Gaumont. Diese Position hielt Feuillade bis zu seinem Tod inne – bis 1918 in Paris, danach in Nizza – und machte die Filmproduktionsgesellschaft mit publikumswirksamen Produktionen zum zweitgrößten französischen Filmstudio nach Pathé Frères.
Bekannt wurde Feuillade in Frankreich mit der Serienfilmreihe La vie telle qu'elle est (1911). Er drehte häufig mit Kindern und etablierte sie als Serienstars, darunter Clément Mary alias Bébé (mehr als 70 Episoden, 1910–13) und René Poyen alias Bout-de-Zan (mehr als 50 Episoden, 1912–16). Er brachte Natürlichkeit in den Film und wurde besonders mit seinen Fortsetzungsfilmen über Verbrecher und Detektive mit realistischem (eigentlich eher prä-surrealistischem) Hintergrund zum führenden Regisseur des frühen französischen Films.

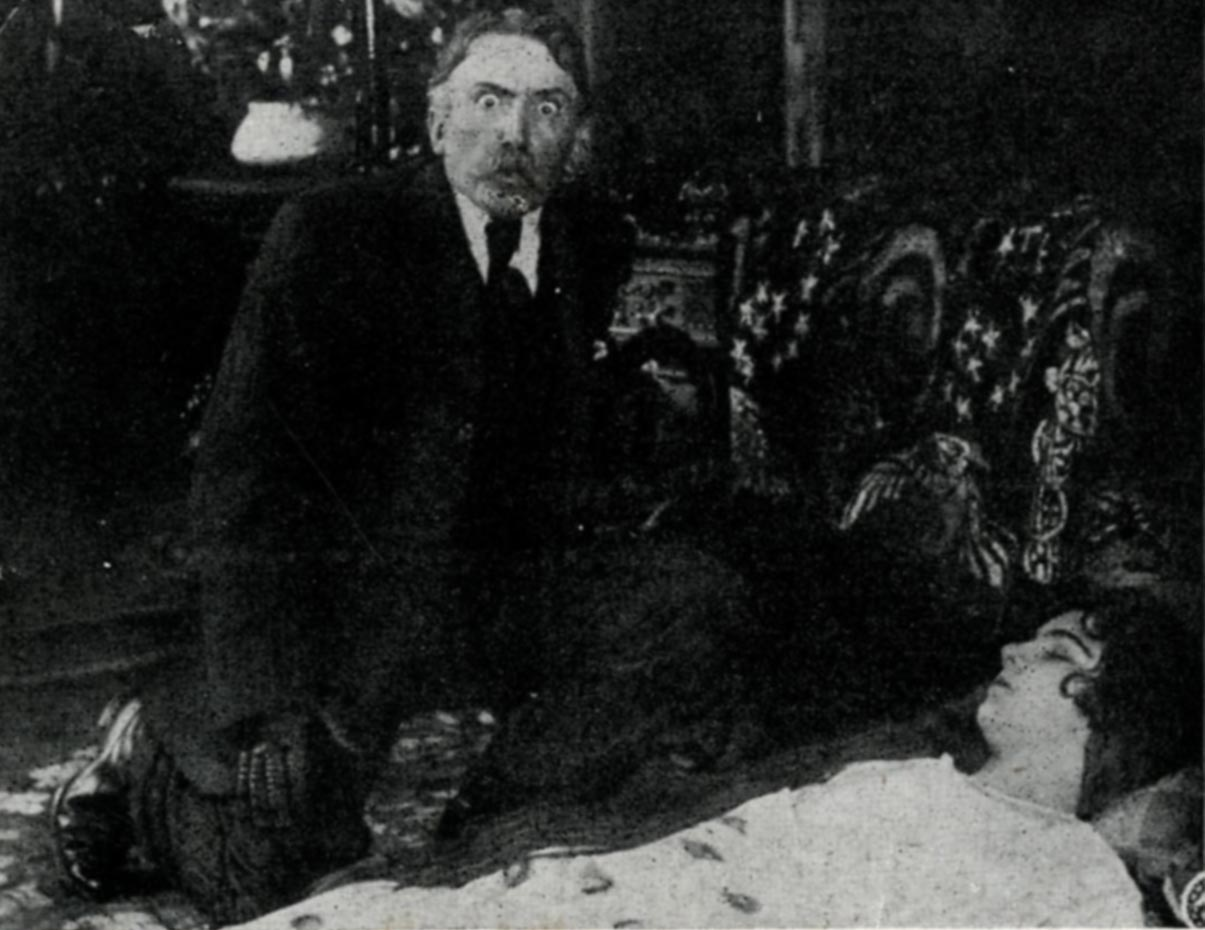
Szene aus Fantômas (1913)

Die Serie über den mysteriösen Verbrecher Fantômas (5 Episoden, 1913/14) mit René Navarre in der Hauptrolle machte den Helden der erfolgreichen Detektivromanreihe noch populärer. Im Anschluss drehte Feuillade die zehnteilige Serie über die Verbrecherorganisation Les Vampires (1915/16), die nicht zuletzt durch die Auftritte von Musidora in enganliegendem schwarzen Ganzkörperanzug das zeitgenössische Publikum begeisterte. Mit dem Schauspieler René Cresté besetzte er den positiv angelegten Helden der Filmserie Judex, von der eine Fortsetzung unter dem Titel La nouvelle mission de Judex gedreht wurde (12 Episoden, 1916/17). Cresté trat auch in weiteren Serien-Filmen Feuillades auf: Tih Minh (12 Episoden, 1918) und Vendémiaire (1918).
Seine Arbeitsweise beschreibt Musidora folgendermaßen: 

„Feuillade, immer dynamisch, meißelte die Filme, erfand abends das Szenario für den nächsten Tag und benützte nach Geschmack und ökonomischer Überlegung die Außendekors: Straßen, Häuser, Brachland wählte er mit einer seltenen Intelligenz aus. Ganz Paris ersteht in seinen Filmen.“

## Nachwirkung
Die Surrealisten sahen in Feuillades Improvisationen ein Gegenstück zu ihrer écriture automatique und waren so fasziniert von seinen Kriminalserien, dass Max Jacob eine „Société des Amis de Fantômas“ gründete, der die gesamte Gruppe umgehend beitrat. Die Figuren Fantômas und Irma Vep, die von Musidora verkörperte femme fatale und Strategin des Verbrechens aus der Serie Die Vampire, begegnen in den Collagen von Max Ernst, Gedichten von Paul Éluard und Robert Desnos (vertont durch Kurt Weill) und Filmen von Jean Cocteau. Das Motiv der Verwandlung und Vermummung ist im surrealistischen Film allgegenwärtig.
Die impressionistische Filmschule (Delluc, Marcel L’Herbier, Gance) verabscheute Feuillades Filme, den Regisseuren der späten zwanziger Jahre galten sie bald als abgeschmackt und altertümlich, und auch beim Publikum wurden sie schnell vergessen. Erst mit der systematischen Sammlung der Filme durch Henri Langlois ab 1936 in der Cinémathèque française wurde das Interesse wiederbelebt, die Aufführungen seit den vierziger Jahren machten Feuillades Einfluss prägend für die Generation der Nouvelle-Vague-Regisseure, insbesondere Jacques Rivette und Alain Resnais (“People say there is a Méliès tradition in the cinema, and a Lumière tradition: I believe there is also a Feuillade current, one which marvelously links the fantastic side of Méliès with the realism of Lumière, a current which creates mystery and evokes dreams by the use of the most banal elements of daily life.”).
Direkte Einflüsse der Serien zeigen sich auch bei so unterschiedliche Regisseuren wie Fritz Lang (der vor dem Ersten Weltkrieg in Paris die Fantômas-Serie gesehen hatte), Alfred Hitchcock, Georges Franju (Judex (1963), Nuits rouges) und Olivier Assayas (Irma Vep).
Der Medienwissenschaftler Brandlmeier nennt als filmsprachliche Merkmale: „[I]mage chock, déja vu, opaleszierende Schwarztöne, Tiefenschärfe, menschenleere Straßen, bedrohliche Interieurs, beständige insektenhafte Metamorphosen von Mensch und Ding sowie technische Katastrofenfantasie. Die Affinität des Kinos zum Traum, zum seelischen Schattenreich, hat Feuillade instinktiv erkannt und exploitiert.“ Er fasst zusammen: „Feuillades Wahrnehmungsfähigkeit für die ästhetischen Notwendigkeiten der Periode ist geradezu seismographisch. Er ist eine Art kultureller Rangierbahnhof am Anfang des 20. Jahrhunderts. in seinen Werken finden die fortgeschrittensten Elemente der Kultur des fin de siècle Eingang ins Kino. Er trennt das Taugliche vom Untauglichen und stellt Weichen, ohne die die Filmgeschichte nicht das geworden wäre, als was wir sie kennen.“

## Filmografie (Auswahl)
Feuillades Filmografie bei imdb.com umfasst (im Februar 2012) 649 Titel, Lacassin bietet derzeit die beste Übersicht und nennt eine Zahl von ca. 800 Filmen zwischen 1905 und 1925, bei denen Feuillade Regie führte.
Die wichtigsten Filme und Serien:
- 1910: Les sept péchés capitaux [Die sieben Todsünden], sieben Teile
- 1911–1912: La vie telle qu'elle est, vierzehn Teile
- 1913: Die letzten Tage von Byzanz
- 1913–1914: Fantomas, fünf Teile, 335 Minuten
- 1915–1916: Die Vampire, zehn Teile, 480 Minuten
- 1916/1917: Judex
- 1918: La nouvelle mission de Judex, zwölf Teile , 420 Minuten
- 1919: Vendémiaire, zwei Teile, 149 Minuten
- 1919: Tih Minh, zwölf Teile, 340 Minuten
- 1919: Barrabas, zwölf Teile
- 1921: Parisette, zwölf Teile